# أليكساندرو مارين
أليكساندرو مارين (بالرومانية: Alexandru Marin) هو فيزيائي روماني، ولد في 25 يونيو 1945، وتوفي في 14 نوفمبر 2005 بسبب مرض أكل اللحم.